# Turmhügel Wettersdorf
Der Turmhügel Wettersdorf  befindet sich in dem gleichnamigen Gemeindeteil Wettersdorf des niederbayerischen Marktes Frontenhausen im Landkreis Dingolfing-Landau. 
Er liegt unmittelbar nordnordwestlich der Kirche Mariä Heimsuchung. Er wird als Bodendenkmal unter der Aktennummer D-2-7541-0102 im Bayernatlas als „verebneter mittelalterlicher Turmhügel“ geführt. 

## Beschreibung
Aus dem Urkataster von Bayern von 1830 geht hervor, dass hier ein von einem Ringgraben umgebener Turmhügel von etwa 20 bis 25 m Durchmesser gelegen war. Durch Einebnung des Geländes ist die Anlage zwischenzeitlich vollkommen verschwunden.